# دیمپس
دیمپس (انگلیسی: Dimps) شرکت بازی ویدئویی ژاپنی است، که در سال ۲۰۰۰ تأسیس شد.